# Газимиев, Магомед-Салах Алхазурович

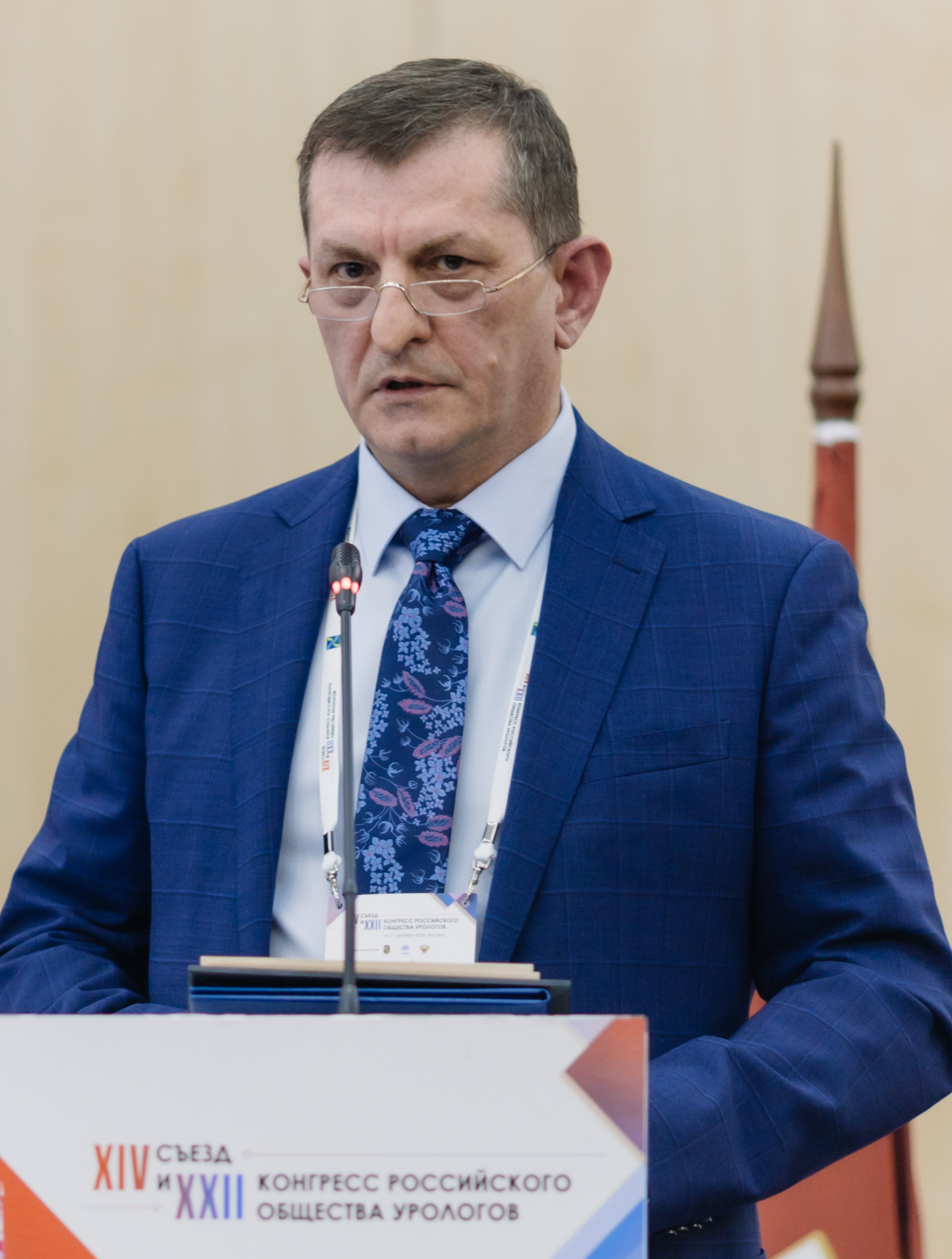
Газимиев М-С.А.

Газимиев Магомед-Салах Алхазурович — российский врач уролог, онколог, доктор медицинских наук, профессор.

## Биография
Родился 19 февраля 1967 года в селе Чечен-Аул Грозненского района ЧИАССР в семье служащего. В 1984 году с отличием окончил среднюю школу и поступил на фельдшерское отделение Грозненского медицинского училища, одновременно работал санитаром в Больнице скорой медицинской помощи. С 1985 по 1987 гг проходил срочную службу в рядах СА. Занесен в книгу почета воинской части.  С 1987 по 1993 г. студент лечебного факультета Московской медицинской академии им. И.М.Сеченова. С 1993-1995 г. проходил клиническую ординатуру по урологии. В 1998 году получил первый патент на изобретение в области урологии.
В 1999 году защитил кандидатскую диссертацию, а в 2004 году — докторскую. Заведовал отделением, операционным блоком.
С 2008 года — профессор кафедры урологии Первого Московского государственного медицинского университета имени И.М.Сеченова.
С 2010 года - заместитель директора НИИ урологии и репродуктивного здоровья человека ПМГМУ имени И.М.Сеченова (Сеченовский Университет).
С 2011 по 2013 г. - главный врач Университетской клинической больницы №2 ПМГМУ имени И.М.Сеченова
С 2018 года - заместитель директора института урологии и репродуктивного здоровья человека по учебной работе Сеченовского университета, профессор.
В 2019 году возглавил Институт электронного медицинского образования Сеченовского Университета.
С 2020 по 2023 г.  директор Национального Медицинского исследовательского центра по профилю урология Сеченовского Университета.
с 2023 г. по настоящее время директор Научно-технологического парка биомедицины Сеченовского университета. 
Является членом Российской и Европейской Ассоциации Урологов, Российской Ассоциации онкоурологов. Заместитель Председателя и Исполнительный директор Российского общества урологов.
Заместитель главного редактора газеты "Вестник Российского общества урологов", член редколлегии журнала "Урология", член аттестационного совета Сеченовского университета, член диссертационного совета по урологии, руководитель лаборатории инновационных инженерных решений в области урологии.  

## Научная деятельность
Основное направление научной и практической деятельной Газимиева М-С.А.— разработка и внедрение минимально инвазивных диагностических и лечебных технологий и методик в урологическую практику.
В 1993 году изобрел свое первое устройство для длительного пассажа мочи с антирефлюксным клапаном (патент). Позже разработал и внедрил в урологическую практику две новые диагностические методики (патент). Автор и разработчик новой малотравматичной пункционной иглы (игла  MG) (патент). катетера visus MG (патент), нырка MG (патент). Под руководством М-С.А.Газимиева и при его научном консультировании защищены 5 диссертаций, 1 докторская и 4 кандидатских.
Является соавтором семи монографий, учебника по урологии, справочника уролога и 187 публикаций в отечественной и зарубежной печати.

## Некоторые публикации
- A Novel and Less Traumatic Needle for Kidney Puncture: Development and Preclinical Study Results (J Endourol 2023 Jan;37(1):93-98. doi: 10.1089/end.2022.0371)
- EAU, AUA and NICE Guidelines on Surgical and Minimally Invasive Treatment of Benign Prostate Hyperplasia: A Critical Appraisal of the Guidelines Using the AGREE-II Tool (Urologia Internationalis, 2022, 106(1):1-10. DOI: 10.1159/000517675)
- A novel less-traumatic needle for kidney puncture: first clinical experience (International Urology and Nephrology. 2023 May 19. doi: 10.1007/s11255-023-03584)
- Двухслойная задняя реконструкция уретровезикального анастомоза при робот-ассистированной радикальной простатэктомии (Урология №3, 2021)
- Возможность раннего удаления уретрального катетера после робот-ассистированной радикальной простатэктомии (Урология №5, 2021)
- Методология дистанционного мониторинга пациентов с мочекаменной болезнью: разработка и первичная апробация (Урология №5, 2021)
- Амбулаторный уродинамический мониторинг пациентов с ДГПЖ: мировой и российский опыт (Урология, 2021, №6)
- Новая малотравматичная пункционная игла MG. Результаты сравнительного морфологического исследования (Урология, 2021, №6)
- Резолюция экспертного совета по вопросам метафилактики мочекаменной болезни (Урология №1, 2022)
- Карбоксикриоабляция почки. Экспериментальное исследование. (Урология №2, 2022 - 22% процентиль)
- Раннее удаление уретрального катетера после робот-ассистированной радикальной простатэктомии (Урология №4, 2022)
- Текущий статус метафилактики мочекаменной болезни в Российской Федерации (Урология № 5, 2022  - 22% процентиль)
- Коликовенозная фистула: Интраренальное осложнение перкутанной нефролитотрипсии (Урология № 5, 2022)
- Журналу «УРОЛОГИЯ» - 100 лет (Урология №2, 2023)
- Пункционный доступ новой малотравматичной иглой MG при мини-перкутанной нефролитотрипсии (Урология №1, 2023)
- Особенности минерального состава мочевых камней в зависимости от региона проживания, пола и возраста в Российской Федерации, Белоруссии и Казахстане (Урология №3, 2023)
- Карбоксикриобиопсия и карбоксикриоэкстракция опухоли мочевого пузыря. экспериментальное исследование (Урология №4, 2023)
- Клинические рекомендации по мужскому бесплодию: дискуссионные вопросы и необходимость достижения междисциплинарного консенсуса (Урология №1, 2024 - 22% процентиль)
- В.А. Григорян, М.А. Газимиев, Ю.Л. Демидко, А.М. Байдувалиев. Лекарственные формы силденафила для лечения нарушений эрекции // Урология. — 2018. — № 1. — С. 159—162. — doi:10.18565/urology.2018.1.159-162.
- Аляев Ю.Г., Винаров А.З., Газимиев М.А., Мельников А.В. Адреноблокаторы в профилактике острой задержки мочеиспускания после оперативных вмешательств // Хирургия. — 1999. — № 12. — С. 43.
- Урология. — М.: ГЭОТАР-Медиа, 2014. — 618 с.
- Справочник уролога, П.В.Глыбочко, М.А.Газимиев. М.Медфорум, 2020
- A randomized trial comparing the learning curve of three endoscopic enucleation techniques (HoLEP,ThuFLEP and MEP) for BPH using mentoring approach – initial results. Dmitry Enikeev, Petr Glybochko, Gazimiev, M.A, Leonid Spivak, Mikhail Enikeev, Mark Taratkin, Журнал Urology, july 2018
- Recurrence prevention for urinary stone disease. Part II.The factors associated with increase in incidence of urinary stone disease. Current views on the mechanisms of stone formation (continuation)  Saenko, V.S., Gazimiev, M.A., Pesegov, S.V., Alyaev, Y.G. Urologiia (Moscow, Russia : 2018)
- The combined symptoms of male lower urinary tract: current treatment options/ Gadzhieva, Z.K., Gazimiev, M.A., Kazilov, Y.B., Grigoryan, V.A. Urologiia (Moscow, Russia : 2018
- Monopolar enucleation versus transurethral resection of the prostate for small- and medium-sized (< 80 cc) benign prostate hyperplasia: a prospective analysis/ Enikeev, D., Rapoport, L., Gazimiev, M., Okhunov, Z., Glybochko, P. World Journal of Urology. 2019/
- Monopolar enucleation versus transurethral resection of the prostate for small‑ and medium‑sized (< 80 cc) benign prostate hyperplasia: a prospective analysis, Dmitry Enikeev, Leonid Rapoport, Magomed Gazimiev, Sergey Allenov, Jasur Inoyatov, Mark Taratkin, Ekaterina Laukhtina, John M. Sung, Zhamshid Okhunov, Petr Glybochko. Журнал Urology, April 2019 .
- Novel thulium fiber laser for endoscopic enucleation of the prostate: A prospective comparison with conventional transurethral resection of the prostate. Enikeev, Dmitry; Netsch, Christopher; Rapoport, Leonid; Gazimiev, Magomed; Laukhtina, Ekaterina; Snurnitsyna, Olesya; Alekseeva, Tatyana; Becker, Benedikt; Taratkin, Mark; Glybochko, Petr. Журнал Urology, September 2019.